# Papus
Gérard Anaclet Vincent Encausse (La Coruña, 13 de julio de 1865-París, 25 de octubre de 1916), más conocido como Papus, fue un médico y ocultista francés de origen español, gran divulgador del ocultismo, y fundador de la Orden Martinista.

## Biografía
Nacido de padre francés (Louis Encausse, químico) y madre española, a la edad de cuatro años Gérard Anaclet Vincent Encausse y su familia se trasladaron a París, donde fue educado. 
De joven, Encausse pasaba gran parte de su tiempo en la Bibliothèque Nationale estudiando Cábala, Tarot, las ciencias de la magia y la alquimia, y los escritos de Eliphas Lévi. Se inscribió en la Sociedad Teosófica francesa poco después de que fuera fundada por Madame Blavatsky en 1884-1885, pero se dio de baja pronto porque no le gustaba el énfasis que la Sociedad ponía en el ocultismo oriental. En 1888, cofundó su propio grupo, la Orden Cabalística de la Rosacruz. Ese mismo año, él y su amigo Lucien Chamuel fundaron la Librarie du Merveilleux y su revista mensual L'Initiation, que se publicó hasta 1914. 
Encausse también fue miembro de la Fraternidad Hermética de la Luz y de la Orden Hermética del Alba Dorada de París, además de la Memphis-Mizraím y probablemente de otras organizaciones esotéricas o paramasónicas, y también escribió muchos libros sobre ocultismo. Aparte de sus actividades paramasónicas y martinistas, fue también discípulo espiritual del sanador espiritualista francés Anthelme Nizier Philippe, "Maître Philippe de Lyon".
A pesar de su profunda implicación en el ocultismo y en grupos ocultistas, Encausse logró encontrar tiempo para seguir estudios académicos más convencionales en la Universidad de París. Se doctoró en Medicina en 1894 con una tesis sobre Anatomía Filosófica. Abrió una próspera clínica en la rue Rodin. 
Encausse visitó Rusia tres veces, en 1901, 1905 y 1906, para servir al zar Nicolás II y a la zarina Alejandra tanto como médico como consejero ocultista. En octubre de 1905, supuestamente invocó al espíritu de Alejandro III, padre del zar Nicolás, quien profetizó que el zar encontraría su caída en manos de los revolucionarios. Seguidores de Encausse sostienen que él informó al zar de que podía evitar mediante la magia la profecía de Alejandro tanto tiempo como Encausse siguiera vivo: Nicolás permaneció en el trono de Rusia hasta 141 días después de que Papus falleciera.
Aunque parece que Encausse sirvió al zar y a la zarina con alguna capacidad esencialmente chamánica, curiosamente andado el tiempo estaba preocupado por la fuerte dependencia que tenían del ocultismo para aconsejarlos en decisiones sobre asuntos de gobierno. En su correspondencia más tardía, les advirtió varias veces de la influencia de Rasputín. 
Cuando estalló la Primera Guerra Mundial, Encausse se alistó en el cuerpo médico del ejército. Mientras trabajaba en un hospital militar, contrajo la tuberculosis y murió el 25 de octubre de 1916, a los 51 años.

## Eliphas Lévi, tarot y cábala
Las primeras lecturas de tarot de Encausse y la tradición popular de la Cábala fueron inspiradas por los escritos ocultistas de Eliphas Lévi, cuya traducción del Nuctameron de Apolonio de Tiana, impresa como suplemento de Dogme et Rituel de la Haute Magie (1855) le proporcionó su seudónimo. En el libro «Nuctemeron», de Apolonio de Tyana,  hay doce horas simbólicas análogas a los signos del Zodíaco, que representan también los doce pasos de la iniciación; «Papus» es el genio asignado a la primera hora, correspondiente a la medicina.

## 1891: la Orden de los Superiores Desconocidos
En 1891, Encausse afirmó estar en posesión de los papeles originales de Martínez de Pasqually, y con ellos fundó una Orden Masónica de Martinistas denominada la Orden de los Superiores Desconocidos. Aseguraba que había sido iniciado en el Rito de San Martín por su amigo Henri vizconde de Laage (que sostenía que su abuelo materno había sido iniciado en la orden por el mismo San Martín), quien en 1887 había intentado revivir la orden. La Orden Martinista se convirtió en un objetivo primordial para Encausse, y sigue vigente en la actualidad como uno de sus legados más perdurables.[cita requerida]

## 1893-1895: obispo de la Iglesia Gnóstica de Francia
En 1893, Encausse fue consagrado como obispo de la Iglesia Gnóstica de Francia por Jules Doinel, quien había fundado esta Iglesia en 1890 en un intento de revivir la religión cátara. En 1895, Doinel abdicó como Primado de la Iglesia Gnóstica francesa, dejando el control de la misma a un sínodo de tres de sus primeros obispos, uno de los cuales era Encausse. Durante este periodo, aproximadamente en 1894-1895, Encausse perteneció brevemente a la Sociedad Teosófica.[cita requerida]

## 1895-1898: la Golden Dawn; Orden Cabalística de la Rosacruz
En marzo de 1895, Encausse se unió al Templo de la Golden Dawn Ahathoor de París. 
Aunque Encausse reconocía al misterioso mago y sanador "Maitre Philippe" (Philippe Nizier) como su "maestro espiritual", su primer y verdadero maestro en los aspectos intelectuales del ocultismo fue el marqués Alexandre Saint-Yves d'Alveydre. Saint-Yves había heredado los documentos de uno de los principales fundadores del ocultismo francés, Antoine Fabre d'Olivet, y probablemente fue Saint-Yves quien presentó a Papus al marqués Stanislas de Guaita. 
En 1888, Encausse, Saint-Yves y de Guaita se asociaron con Joséphin Péladan y Oswald Wirth para fundar la Orden Cabalística de la Rosacruz.

## 1901: escritos antisemitas
En octubre de 1901, Encausse colaboró con Jean Carrère en la producción de una serie de artículos para el Echo de Paris, bajo el seudónimo Niet ("no", en ruso). En estos artículos se atacaba a Serguéi Witte y Pyotr Rachkovsky, y se insinuaba que existía una siniestra agrupación financiera que intentaba desbaratar la alianza franco-rusa. Encausse y Carrère pretendían que esta agrupación era un complot judío, y la naturaleza antisemita de estos artículos, agravada por la conocida relación de Encausse con el zar de Rusia, puede haber contribuido a la afirmación de que Papus fue el autor que fraguó Los protocolos de los sabios de Sion, un panfleto antisemita que sostiene que una conspiración mundial judía controla los medios y las instituciones financieras.
En sus escritos sobre ocultismo, Encausse se basó ampliamente en las escrituras y los textos cabalísticos místicos de los judíos. También asistía a los encuentros rituales de la Golden Dawn junto a Moina Mathers (Mina Bergson), la esposa judía de Samuel Liddell MacGregor Mathers. Sin embargo, en sus escritos políticos firmados con seudónimo, censuraba a los judíos como malvados conspiradores financieros. 
Esta contradicción entre la judeofilia ocultista y el odio político a lo judío nunca la explicó ni la reconoció en sus escritos. Una teoría expone que, como cristiano, deseaba apropiarse de la Cábala para sus propios fines espirituales, y para facilitar esto, fomentaba un clima de miedo y paranoia que esperaba que redundaría en la expulsión de los judíos de Europa.

## 1908-1913: Encausse, Reuss y paramasonería
Encausse nunca fue miembro francmasón permanente del Gran Oriente. A pesar de esto, organizó para el 24 de junio de 1908 en París la que se anunció como "Conferencia Masónica Internacional", y en esta conferencia conoció a Theodor Reuss; aparentemente ambos hombres intercambiaron patentes:
Reuss promovió a Encausse al décimo grado de la Ordo Templi Orientis (O.T.O.), además de concederle permiso para establecer un "Gran Consejo General Supremo de los Ritos Unificados de la Masonería Antigua y Primitiva para el Gran Oriente de Francia y sus Dependencias en París". Por su parte, Encausse ayudó a Reuss con la formación de la Ecclesia Gnostica Catholica (E.G.C.) (Iglesia Gnóstica Católica) de la O.T.O. como filial de la Iglesia Gnóstica de Francia, y así se constituyó la E.G.C. dentro de la tradición del neognosticismo francés.
Cuando en 1913 murió John Yarker, Encausse fue designado su sucesor en el oficio de Gran Hierofante (líder internacional) de los Antiguos y Primitivos Ritos de Memphis y Mizraïm bajo el alero de la O.T.O. Por tanto, no ofició de francmasón, ya que la O.T.O. no pertenece a ninguna orden, obediencia ni rito de la francmasoneria. Se sabe que el Gran Hierofante (líder internacional) de la Orden Masónica del Rito Antiguo y Primitivo de Memphis-Mizraïm fue Theodor Reuss desde la muerte de John Yarker en 1913 hasta 1924, cuando fallece Reuss, y la sucesión quedó cargo de Jean Bricaud.

## Obras
Algunos de los escritos de Papus (Gerard Encausse) son:
- Niet (Gerard Encausse yporain. 1887.
- Traite Méthodique De La Magie Pratique. 1898.
- L'Occultisme. 1890.
- Le spiritualisme et l'occultisme. 1891.
- La Science De Jean Carrère). La Russie Aujourd'hui. 1902.
- L'Occultisme Contems Mages. 1892.
- Anarchie, Indolence et Synarchie. 1894.
- Le Diable et l'occultisme. 1895.
- La Kabbalah. 1903
- Le Tarot Divinataire. 1909.
- Traité de base de l'occulte